# Béatrice d'Hirson
 (septembre 2021).
Si vous disposez d'ouvrages ou d'articles de référence ou si vous connaissez des sites web de qualité traitant du thème abordé ici, merci de compléter l'article en donnant les références utiles à sa vérifiabilité et en les liant à la section « Notes et références ».
Béatrice d'Hirson était l'une des demoiselles de haut-parage de la comtesse Mahaut d'Artois, tout comme sa sœur, Mathilde (ou Mahaut) d'Hirson.
Elle était la nièce de Thierry Larchier d'Hirson, de Denis d'Hirson (trésorier de Mahaut puis châtelain d'Arras), de Guillaume d'Hirson (bailli d'Arras) et de Pierre d'Hirson (Intendant de la comtesse Mahaut).

## Béatrice d’Hirson dansLes Rois Maudits
Dans son œuvre Les Rois maudits, Maurice Druon a fait de cette obscure suivante, simplement mentionnée dans les archives comme faisant partie de la maison de Mahaut d'Artois, une héroïne perverse, sorte de Milady du Moyen Âge : belle, provocante, intrigante, débauchée, sensuelle, intelligente, indolente, meurtrière, sorcière, à la fois féministe avant la lettre mais également soumise (finalement très humaine dans sa passion amoureuse pour Robert d'Artois) soulignant la complexité de ce personnage mystérieux, inconsciemment inspiré par Jeanne de Divion.
Béatrice est interprétée par Catherine Rouvel dans la première version télévisuelle des Rois maudits de 1972, et par Jeanne Balibar dans la version de Josée Dayan de 2005.